# 112 Gripes About the French
112 Gripes About the French (tạm dịch: 112 Lời than về người Pháp) là một quyển sổ tay được giới chức Quân đội Hoa Kỳ phân phối cho những binh lính ở Pháp năm 1945, sau khi giải phóng nước Pháp trong Thế chiến 2. Tài liệu này nhằm giải tỏa căng thẳng giữa quân lính Mỹ và người dân địa phương, và giải thích về lối sống của người Pháp.